# 玉里村 (岩手縣)
玉里村（日语：／ Tamasato mura */?）是日本昭和三十年（1955年）時廢除，原屬岩手縣江刺郡的村，現在是奥州市江刺區玉里。

## 沿革
- 明治八年（1875年）10月17日：隨著水澤縣進行村落整合，次丸村、角懸村合併為玉里村。
- 明治廿二年（1889年）4月1日：因為町村制的實施，玉里村實施村制。
- 昭和三十年（1955年）2月10日：玉里村、伊手村、岩谷堂町、稻瀨村、愛宕村、廣瀨村、藤里村、田原村、梁川村、米里村合併成江刺町。

## 行政
- 歷代村長

| 代 | 姓名         | 就任                       | 退任                       | 備考 |
| -- | ------------ | -------------------------- | -------------------------- | ---- |
| 1  | 菊池仁右衛門 | 明治22年（1889年）5月15日  | 明治28年（1895年）12月19日 |      |
| 2  | 菊池忠吉     | 明治28年（1895年）12月20日 | 明治33年（1900年）1月14日  |      |
| 3  | 及川長治     | 明治33年（1900年）1月15日  | 明治35年（1902年）7月29日  |      |
| 4  | 菊池和右衛門 | 明治35年（1902年）8月5日   | 明治36年（1903年）9月13日  |      |
| 5  | 菊池忠吉     | 明治36年（1903年）9月14日  | 明治37年（1904年）5月16日  | 再任 |
| 6  | 菊池幸四郎   | 明治37年（1904年）5月17日  | 明治39年（1906年）5月29日  |      |
| 7  | 菊池源之亟   | 明治39年（1906年）5月30日  | 明治42年（1909年）3月14日  |      |
| 8  | 及川健三郎   | 明治42年（1909年）3月15日  | 大正3年（1914年）2月9日    |      |
| 9  | 及川伊惣治   | 大正3年（1914年）2月10日   | 大正4年（1915年）9月5日    |      |
| 10 | 菊池儀兵衛   | 大正4年（1915年）9月6日    | 大正8年（1919年）9月5日    |      |
| 11 | 後藤庄右衛門 | 大正8年（1919年）9月6日    | 大正12年（1923年）9月7日   |      |
| 12 | 菊池和太郎   | 大正12年（1923年）9月8日   | 昭和2年（1927年）9月7日    |      |
| 13 | 高橋靜行     | 昭和2年（1927年）9月8日    | 昭和3年（1928年）2月23日   |      |
| 14 | 菊池和太郎   | 昭和3年（1928年）2月24日   | 昭和6年（1931年）6月8日    | 再任 |
| 15 | 高橋藤七     | 昭和6年（1931年）6月9日    | 昭和11年（1936年）5月31日  |      |
| 16 | 菊池勇三郎   | 昭和11年（1936年）6月2日   | 昭和21年（1946年）10月30日 |      |
| 17 | 菅野榮峰     | 昭和22年（1947年）5月1日   | 昭和26年（1951年）3月14日  |      |
| 18 | 伊藤駒治     | 昭和26年（1951年）5月27日  | 昭和30年（1955年）2月9日   |      |

## 教育
- 玉里村立玉里小學校
- 玉里村立玉里中學校